# 東方牙漢魚
東方牙漢魚（学名：Odontesthes orientalis）為輻鰭魚綱銀漢魚目擬銀漢魚科的其中一種，分布於南美洲拉布拉他河、烏拉圭河及其支流流域，為溫帶魚類，棲息在底中層水域，生活習性不明。
其种加词“orientalis”意为“东方的”。